# Fabio Quartararo
Fabio Quartararo, född 20 april 1999 i Nice, är en fransk roadracingförare som från 2019 tävlar i MotoGP-klassen i världsmästerskapen i Grand Prix Roadracing. Han tävlar sedan 2021 i Yamaha Factory Team där han 2021 blev den första fransmannen i MotoGP som tog titeln som världsmästare.

## Tävlingskarriär
Fabio Quartararo vann öppna spanska mästerskapen i Moto3 2014 och gjorde VM-debut säsongen 2015 i Moto3 för Estrella Galicia 0,0-teamet på en Honda. Quartararo tog sin första pallplats i sitt andra Grand Prix genom andraplatsen i Amerikas GP på Circuit of the Americas i Austin. Han kom också tvåa i TT-loppet på Assen. Trots att Quartararo missade fem Grand Prix på grund av skada kom han på tionde plats i VM. Han fortsatte i Moto3 Roadracing-VM 2016 men bytte stall till Leopard Racing. Han kom på trettonde plats i VM.
Roadracing-VM 2017 gick Quartararo upp i Moto2-klassen där han körde för Pons Racing. Han kom på  trettonde plats i VM. Till säsongen 2018 bytte Quartararo team igen, nu till Speed Up. Quartararos första Grand Prix-seger kom 17 juni 2018 i Katalonien Grand Prix. Han var också först över mållinjen i Japans GP men diskvalificerades på grund av för lågt däckstryck. Quartararo kom tia i VM 2018.
Till 2019 gick Quartararo upp i MotoGP-klassen där han körde en Yamaha för Petronas Yamaha SRT. Quartararo överraskade stort och visade sig vara mycket snabb. Han tog fem andraplatser och två tredjeplatser samt sex pole position. Han var den yngste som tagit pole position i MotoGP och blev femma i VM och var bästa nykomling (rookie of the year). Quartararo fortsatte hos Petronas Yamaha SRT säsongen 2020, men med likadan motorcykel som förarna i Yamahas fabriksteam. Han tog sin första seger i Spaniens Grand Prix 20 juli 2020. Han var länge med i kampen om VM-titeln, men dåliga resultat i den sista tredjedelen av den kortade säsongen gjorde att Quärtararo slutade på åttonde plats trots tre Grand Prix-segrar. Till 2020 tog Quartararo över Valentino Rossis styrning i Yamahas fabriksstall. Året 2021 blev Quartararo världsmästaren i MotoGP där han också blev den första fransmannen att ta titeln i MotoGP.

### VM-säsonger
| Säsong | Klass  | VM- plac. | Poäng | 1/2/3- plac. | Starter | Motorcykel | Team                         | Startnr |
| ------ | ------ | --------- | ----- | ------------ | ------- | ---------- | ---------------------------- | ------- |
| 2015   | Moto3  | 10        | 92    | - / 2 / -    | 13      | Honda      | Estrella Galicia 0,0         | 20      |
| 2016   | Moto3  | 13        | 83    | - / - / -    | 18      | KTM        | Leopard Racing               | 20      |
| 2017   | Moto2  | 13        | 64    | - / - / -    | 18      | Kalex      | Pons HP40                    | 20      |
| 2018   | Moto2  | 10        | 138   | 1 / 1 / -    | 18      | Speed Up   | Speed Up Racing              | 20      |
| 2019   | MotoGP | 5         | 192   | - / 5 / 2    | 19      | Yamaha     | Petronas Yamaha SRT          | 20      |
| 2020   | MotoGP | 8         | 127   | 3 / - / -    | 14      | Yamaha     | Petronas Yamaha SRT          | 20      |
| 2021   | MotoGP | 1         | 278   | 5 / 2 / 3    | 18      | Yamaha     | Monster Energy Yamaha MotoGP | 20      |
| 2022   | MotoGP | 2         | 248   | 3 / 4 / 1    | 20      | Yamaha     | Monster Energy Yamaha MotoGP | 20      |
| 2023   | MotoGP | 9*        | 64*   | - / - / 1    | 8       | Yamaha     | Monster Energy Yamaha MotoGP | 20      |

## Framskjutna placeringar
Uppdaterad till 2021-04-19.
| Nr | Grand Prix     | År   |
| -- | -------------- | ---- |
| 1  | Spanien        | 2020 |
| 2  | Andalusien     | 2020 |
| 3  | Katalonien     | 2020 |
| 4  | Doha           | 2021 |
| 5  | Portugal       | 2021 |
| 6  | Italien        | 2021 |
| 7  | Nederländerna  | 2021 |
| 8  | Storbritannien | 2021 |

| Nr | Grand Prix | År   |
| -- | ---------- | ---- |
| 1  | Katalonien | 2019 |
| 2  | San Marino | 2019 |
| 3  | Thailand   | 2019 |
| 4  | Japan      | 2019 |
| 5  | Valencia   | 2019 |

| Nr | Grand Prix | År   |
| -- | ---------- | ---- |
| 1  | TT Assen   | 2019 |
| 2  | Österrike  | 2019 |
| 3  | Frankrike  | 2021 |

| Nr | Grand Prix | År   |
| -- | ---------- | ---- |
| 1  | Katalonien | 2018 |

| Nr | Grand Prix | År   |
| -- | ---------- | ---- |
| 1  | TT Assen   | 2018 |

### Andraplatser Moto3
| Nr | Grand Prix  | År   |
| -- | ----------- | ---- |
| 1  | Amerikas GP | 2015 |
| 2  | TT Assen    | 2015 |

## Utmärkelser
- Riddare av Hederslegionen,  13 juli 2022[1]

[Redigera Wikidata]